# Vydírání
Vydírání spočívá v použití násilí, případně jen pohrůžky násilí či jiné těžké, např. psychické újmy tak, že oběť je donucena něco konat, opominout nebo strpět. Tím je omezena ve svém svobodném rozhodování, které je objektem trestného činu. V českém právu jde o trestný čin podle § 175 českého trestního zákoníku, který patří mezi trestné činy proti svobodě podobně jako omezování osobní svobody (§ 171 TrZ), loupež (§ 173 TrZ), porušování domovní svobody (§ 178 TrZ) aj.
Na rozdíl od loupeže stačí u vydírání pohrůžka násilí nikoli bezprostředního (např. dopisem) anebo pohrůžka jiné těžké újmy. Ustanovení o loupeži je tedy speciální vůči vydírání, neboť prostředky a cíl jsou užší.

## Skutková podstata
Svobodné rozhodování je chráněným zájmem člověka. Objektivní stránka trestného činu spočívá v tom, že pachatel nutí jiného, aby něco konal, opominul nebo trpěl (například majitel obchodu je pod hrozbou zničení svého majetku donucen platit vyděračům tzv. „výpalné“, studenti jsou šikanováni svými staršími spolužáky apod.). Po subjektivní stránce se vyžaduje úmysl.
Kromě přímého použití fyzické síly nebo i jen pohrůžky bezprostředního násilí může být vydíráním také hrozba způsobení závažné majetkové škody či újmy na osobních právech, cti nebo pověsti. Musí však jít o jednání neoprávněné, vydíráním není např. pohrůžka exekucí, pokud dlužník včas neuhradí svůj dluh. Neoprávněná pohrůžka může směřovat k rozvratu manželství, k zahájení trestního stíhání a uplatnění zajišťovacích úkonů, a to bez ohledu na to, zda poškozený skutečně spáchal trestný čin, může také směřovat k tomu, že se pachatel bude domáhat v neprospěch poškozené změny výchovného prostředí jejich společného nezletilého dítěte, pokud poškozená nevezme zpět souhlas s trestním stíháním pachatele.
I jen příprava na tento trestný čin je trestná.

## Vydírání v kontextu sexuálního násilí
Řada deliktů spjatá se sexuálním podtextem, je stíhána dle paragrafů trestního zákoníku. Tyto paragrafy však nejsou založeny přímo na sexuálním základě. Důvodem ke spáchání takového trestného činu nemusí být jen sexuální motivace pachatele, nemusí jít o sexuální delikt, může se jednat o trestný čin odlišného charakteru, jakými jsou trestné činy majetkové povahy, trestné činy proti životu, zdraví a jiné. Jde o trestné činy, kterými jsou omezování osobní svobody, vydírání, ublížení na zdraví, vraždu, krádež a výtržnictví.
Trestný čin vydírání spáchá ten, kdo jiného násilím, pohrůžkou násilí nebo pohrůžkou jiné újmy nutí, aby něco konal, opominul nebo trpěl. Předmětem trestného činu vydírání je svobodné rozhodování člověka s úmyslným zaviněním. Vydírání jakožto sexuální delikt nastává v případě, kdy pachatel přinutí jinou osobu k sexuálnímu chování. Donucení jiné osoby k sexuálnímu chování je klasifikováno jakožto trestný čin vydírání v případě, že pachateli nejde o násilný útok, ani své oběti nevyhrožuje bezprostředním násilím nebo další těžkou újmou.
Pokud jsou využity tyto prostředky pro donucení k pohlavnímu styku, pak je takové chování pachatele považováno za trestný čin znásilnění. Z toho vyplývá, že ustanovení o trestném činu znásilnění vykazuje speciální vztah k trestnému činu vydírání.
Vydírání v kontextu sexuálního násilí je velmi závažné téma. Když se tyto dvě formy překrývají, přináší to obětem řadu devastujících fyzických a sociálních následků, které mohou být doživotní. Mezi tyto následky patří např. deprese, úzkosti, posttraumatická stresová porucha, problémy se vztahy, sebepoškozování a suicidální jednání.
Vydírání může být použito jako nástroj, aby se oběti nesnažily oznámit sexuální zneužívání nebo aby se cítily bezmocné. Vydírání může být použito k utlumení obětí sexuálního násilí. Například pachatel může hrozit, že o oběti zveřejní kompromitující informace, pokud se pokusí oznámit zneužívání, to může vést k tichému utrpení oběti a k pocitu, že nemá žádnou možnost úniku. Sexuální vydírání může postihnout člověka jakéhokoliv věku a pohlaví. Je důležité si uvědomit, že sexuální násilí a vydírání se může vyskytovat všude, i tam, kde by to nikdo nečekal, včetně náboženských společenství. Pokud jde o sexuální násilí v církvích, je to o to horší, že zde násilí páchá autorita, ke které lidé vzhlíží a u které těžko věří, že by byla takového činu schopna.

## Tresty za vydírání
V případě naplnění základní skutkové podstaty trestného činu vydírání hrozí pachateli trest odnětí svobody na půl roku až na čtyři léta nebo peněžitý trest. Trestný čin vydírání též obsahuje relativně bohatý výčet okolností podmiňujících použití vyšší trestní sazby (tzv. kvalifikované skutkové podstaty):
- trest odnětí svobody na 2–8 let je za spáchání vydírání nejméně se dvěma dalšími osobami, se zbraní, způsobí-li tímto činem značnou škodu, jako člen organizované skupiny, spáchá-li takový čin na svědkovi, znalci či tlumočníkovi v souvislosti s výkonem jejich povinnosti nebo spáchá-li takový čin na jiném pro jeho skutečnou nebo domnělou rasu, příslušnost k etnické skupině, národnost, politické přesvědčení, vyznání nebo proto, že je skutečně nebo domněle bez vyznání;

- trest odnětí svobody na 5–12 let v případě spáchání trestného činu vydírání v úmyslu umožnit nebo usnadnit spáchání trestného činu vlastizrady (§ 309 TrZ), teroristického útoku (§ 311 TrZ) nebo teroru (§ 312 TrZ), dále také způsobí-li takovým činem těžkou újmu na zdraví nebo škodu velkého rozsahu;

- odnětím svobody na 8–16 let bude pachatel potrestán tehdy, pokud je způsobena smrt.